# Глебов, Михаил Павлович (юрист)
Михаил Павлович Глебов (1864—1911) — русский юрист.

## Биография
Родился 3.4.1864[по какому календарю?] года. В 1886 году окончил Императорское училище правоведения.
В 1891 году был избран Санкт-Петербургской городской думой столичным мировым судьёй и бессменно, до смерти, занимал эту должность; с 1905 г. состоял председателем столичного мирового съезда. По его инициативе в съезде была введена обязательная защита по делам, влекущим тюремное заключение; при его энергичной поддержке были выделены и подчинены особому суду дела о малолетних.
В 1900—1906 годах он был земским гласным в Тверской губернии.
С 12.11.1890 года был женат на дочери А. А. Рихтер Наталье (1865—1924). Их дети: Наталья (1893 — после 1945), Анна (1895—?), Александр (1897 — ок. 1985), Мария (1897—?), Павел (1899—1964), Алексей (1902—?), Михаил (1904—1920).
Умер 28.1.1911[по какому календарю?] года.